# Fargana Hoque
Fargana Hoque (* 19. März 1993 in Gaibandha, Bangladesch) ist eine bangladeschische Cricketspielerin, die seit 2011 für die bangladeschische Nationalmannschaft spielt.

## Aktive Karriere
Ihr Debüt in der Nationalmannschaft gab sie beim Women’s Cricket World Cup Qualifier 2011 gegen Irland im bedeutungslosen Spiel um Platz 5. Das Debüt im WTwenty20-Cricket folgte dann im August 2012 bei einem Drei-Nationen-Turnier in Irland gegen den Gastgeber. Einen Monat später konnte sie ihr erstes Fifty über 55 Runs im zweiten WODI bei der Tour gegen Südafrika erzielen. Dies konnte sie ein Jahr später wiederholen, als sie dieses Mal bei der Tour in Südafrika im ersten WODI 63 Runs erreichte. An ihrer ersten Weltmeisterschaft nahm sie beim ICC Women’s World Twenty20 2014 teil, konnte dort jedoch nicht überzeugen. Besser lief es beim ICC Women’s World Twenty20 2016, bei der ihre beste Leistung 36 Runs gegen Pakistan waren.
Im Januar 2017 konnte sie ein weiteres Fifty bei der Tour gegen Südafrika erzielen, als ihr im vierten WODI 67 Runs gelangen. Im Monat darauf konnte sie beim Women’s Cricket World Cup Qualifier 2017 ein Half-Century über 52 Runs gegen Indien erzielen. Im Mai 2018 reiste sie mit dem Team abermals nach Südafrika und konnte dort mit 67 Runs ein weiteres Half-Century erreichen. Kurz darauf konnte sie beim Asia Cup ein Fifty über 52* Runs beim ersten Sieg gegen Indien beitragen. Einen Monat später gelang ihr ein weiteres Half-Century über 66* Runs beim dritten WTwenty20 gegen Irland.
Ihr erstes Century konnte sie bei den Südostasienspielen 2019 gegen die Malediven erzielen, als ihr 110* Runs aus 53 Runs gelangen. Gegen Simbabwe im November 2021 konnte sie ein Fifty über 53* Runs erzielen für das sie als Spielerin des Spiels ausgezeichnet wurde. Nach der Qualifikation für den Women’s Cricket World Cup 2022 konnte sie dort zunächst bei der Niederlage gegen Neuseeland ein Fifty über 52 Runs erreichen. Im darauf folgenden Spiel gegen Pakistan, dem einzigen Spiel das Bangladesch gewinnen konnte bei dem Turnier, folgte ein weiteres Half-Century über 71 Runs. Beim ICC Women’s T20 World Cup Qualifier 2022 erzielte sie im Finale gegen Irland ein Fifty über 61 Runs. Daraufhin folgte der Women’s Twenty20 Asia Cup 2022, bei dem sie unter anderem 30 Runs gegen Indien erreichte. Beim ICC Women’s T20 World Cup 2023 hatte sie einen Einsatz, konnte jedoch nicht herausstechen.
Sie spielte daraufhin vorwiegend im WODI-Team. Gegen Indien gelang ihr im Juli ein Century über 107 Runs aus 160 Bällen im entscheidenden WODI, womit sie für ein Unentschieden im Spiel und der Serie sorgte. In der Saison 2023/24 gelang ihr ein Fifty über 62 Runs gegen Pakistan und ein Century über 102 Runs aus 167 Bällen in Südafrika. Nach einer enttäuschenden Tour gegen Australien am Ende der Saison, wurde sie nicht für den ICC Women’s T20 World Cup 2024 nominiert.